# Olympische Sommerspiele 1948/Teilnehmer (Mexiko)
| Gelbes Symbol für Goldmedaillen mit stilisierten Olympischen Ringen | Graues Symbol für Silbermedaillen mit stilisierten Olympischen Ringen | Braundes Symbol für Bronzemedaillen mit stilisierten Olympischen Ringen |
| ------------------------------------------------------------------- | --------------------------------------------------------------------- | ----------------------------------------------------------------------- |
| 2                                                                   | 1                                                                     | 2                                                                       |

Mexiko nahm an den Olympischen Sommerspielen 1948 in London mit 81 Athleten und 7 Athletinnen teil.
Der Schütze Francisco Bustamente fungierte als Flaggenträger bei der Eröffnungszeremonie. Er belegte den 18. Rang im Olympischen Schnellfeuerpistolenschießen.

## Medaillen
Die Sommerspiele in London 1948 waren mit 5 Medaillen die bis dahin erfolgreichsten Olympischen Spiele für Mexiko.
- Wasserspringen: Der 19-jährige Joaquín Capilla wurde Vierter im Kunstspringen vom 3-m-Brett und errang die Bronzemedaille im 10-m-Turmspringen. Mit insgesamt 3 Medaillen bei den Olympischen Spielen 1952 und 1956 wurde er später einer der erfolgreichsten mexikanischen Olympioniken.
- Reiten: Im Jagdspringen-Einzelwettbewerb erreichte Mexiko einen Doppelsieg. Humberto Mariles Cortés gewann vor Rubén Uriza. In der Mannschaft gewannen Mariles Cortés und Uriza mit Alberto Valdés den Preis der Nationen. Mariles Cortés gewann auch noch mit Raúl Campero und Joaquín Solano die Bronzemedaille im Mannschaftsbewerb im Vielseitigkeitsreiten.

## Teilnehmer nach Sportarten

### Basketball
Männer
- 4. Platz

- Kader
Mudo Acuña
Isaac Alfaro
Alberto Bienvenu
José Cabrera
Jorge Cardiel
Rodolfo Díaz
Francisco Galindo
Jorge Gudiño
Héctor Guerrero
Emilio López
Fernando Rojas
José Rojas Herrera
Ignacio Romo
Josué Santos

### Boxen
Männer
- Edel Ojeda
Bantamgewicht: 2. Runde

### Fechten
| Männer - Alfredo Grisi Florett, Einzel: Vorrunde - Antonio Haro Degen, Einzel: Viertelfinale Degen, Mannschaft: Vorrunde Säbel, Einzel: 8. Platz Säbel, Mannschaft: Vorrunde - Emilio Meraz Degen, Einzel: Vorrunde Degen, Mannschaft: Vorrunde - Francisco Valero Degen, Einzel: Vorrunde Degen, Mannschaft: Vorrunde Säbel, Mannschaft: Vorrunde - Benito Ramos Degen, Mannschaft: Vorrunde Säbel, Einzel: Vorrunde Säbel, Mannschaft: Vorrunde - Fidel Luña Säbel, Einzel: Vorrunde Säbel, Mannschaft: Vorrunde | Frauen - Nadia Boudesoque Florett, Einzel: Vorrunde - Enriqueta Mayora Florett, Einzel: Vorrunde - Emma Ruíz Florett, Einzel: Vorrunde |

### Fußball
Männer
- Achtelfinale

- Kader
Raúl Cárdenas
Alberto Cordoba
Fernando Figueroa
Eduardo Garduño
José Mercado Luna
Francisco Quintero
José Rodríguez Peralta
Jorge Rodríguez Navarro
Jorge Ruíz
Mario Sánchez Huerta
Carlos Thompson

- Reserve
Antonio Carbajal
José Maria Cobián
Julio Parrales Tapia
Ruben Ruiz Aguilar
Julio Trujillo
Fidel Villalobos

### Gewichtheben
Männer
- Marcelino Salas
Bantamgewicht: 19. Platz

- Hugo Banda
Leichtgewicht: 21. Platz

- Armando Rueda
Mittelgewicht: 17. Platz

### Leichtathletik
Männer
- Jorge Aguirre
Weitsprung: 20. Platz in der Qualifikation
Dreisprung: kein gültiger Versuch in der Qualifikation

- Martín Alarcón
5000 Meter: Vorläufe

- Francisco González
Hammerwurf: 24. Platz in der Qualifikation

- Carlos Monges
400 Meter: Vorläufe

- Guillermo Rodríguez
100 Meter: Vorläufe
200 Meter: Vorläufe

### Moderner Fünfkampf
Männer
- Alejandro Quiroz
Einzel: 33. Platz

- Ricardo García
Einzel: 35. Platz

### Radsport
Männer
- Placido Herrera
Straßenrennen, Einzel: DNF
Straßenrennen, Mannschaft: DNF

- Francisco Rodríguez
Straßenrennen, Einzel: DNF
Straßenrennen, Mannschaft: DNF

- Gabino Rodríguez
Straßenrennen, Einzel: DNF
Straßenrennen, Mannschaft: DNF

- Manuel Solis
Straßenrennen, Einzel: DNF
Straßenrennen, Mannschaft: DNF

- Adolfo Romero
Sprint: 2. Runde
1000 Meter Zeitfahren: 18. Platz

### Reiten
Männer
- Gabriel Gracida
Dressur, Einzel: 18. Platz

- Humberto Mariles Cortés
Springen, Einzel: Gold 
Springen, Mannschaft: Gold 
Vielseitigkeitsreiten, Einzel: 12. Platz
Vielseitigkeitsreiten, Mannschaft: Bronze

- Rubén Uriza
Springen, Einzel: Silber 
Springen, Mannschaft: Gold

- Alberto Valdés
Springen, Einzel: 10. Platz
Springen, Mannschaft: Gold

- Raúl Campero
Vielseitigkeitsreiten, Einzel: 22. Platz
Vielseitigkeitsreiten, Mannschaft: Bronze

- Joaquín Solano
Vielseitigkeitsreiten, Einzel: 23. Platz
Vielseitigkeitsreiten, Mannschaft: Bronze

### Ringen
Männer
- Delmiro Bernal
Federgewicht, Freistil: 2. Runde

- José Luis Pérez
Leichtgewicht, Freistil: Rückzug vor 2. Runde

- Eduardo Estrada
Weltergewicht, Freistil: 2. Runde

- Eduardo Assam
Mittelgewicht, Freistil: 2. Runde

### Schießen
Männer
- Ernesto Montemayor senior
Schnellfeuerpistole: 14. Platz

- Francisco Bustamente
Schnellfeuerpistole: 18. Platz

- José Alanis
Schnellfeuerpistole: 44. Platz

- José Nozari
Freies Gewehr, Dreistellungskampf: 22. Platz

- José Reyes Rodríguez
Freies Gewehr, Dreistellungskampf: 29. Platz

- Gilberto Martínez
Freies Gewehr, Dreistellungskampf: 31. Platz

- Oscar Lozano
Kleinkaliber, liegend: 26. Platz

- Gustavo Huet
Kleinkaliber, liegend: 30. Platz

- José de la Torre
Kleinkaliber, liegend: 53. Platz

### Schwimmen
| Männer - Alberto Isaac 100 Meter Freistil: Halbfinale 4 × 200 Meter Freistil: 7. Platz - Angel Maldonado 1500 Meter Freistil: Vorläufe 4 × 200 Meter Freistil: 7. Platz - César Borja 1500 Meter Freistil: Vorläufe - Ramón Bravo 1500 Meter Freistil: Vorläufe 4 × 200 Meter Freistil: 7. Platz - Apolonio Castillo 4 × 200 Meter Freistil: 7. Platz 200 Meter Brust: Halbfinale - Clemente Mejía 100 Meter Rücken: 4. Platz - Tonatiuh Gutiérrez 100 Meter Rücken: Vorläufe | Frauen - Magda Bruggemann 100 Meter Freistil: Vorläufe 400 Meter Freistil: Halbfinale 100 Meter Rücken: Vorläufe - Helga Diederichsen 200 Meter Brust: Vorläufe |

### Turnen
Männer
- Dario Aguilar
Einzelmehrkampf: 118. Platz
Mannschaftsmehrkampf: 16. Platz
Boden: 120. Platz
Pferd: 113. Platz
Barren: 115. Platz
Reck: 119. Platz
Ringe: 119. Platz
Seitpferd: 113. Platz

- Jorge Castro
Einzelmehrkampf: 116. Platz
Mannschaftsmehrkampf: 16. Platz
Boden: 114. Platz
Pferd: 107. Platz
Barren: 118. Platz
Reck: 108. Platz
Ringe: 116. Platz
Seitpferd: 120. Platz

- Rubén Lira
Einzelmehrkampf: 117. Platz
Mannschaftsmehrkampf: 16. Platz
Boden: 117. Platz
Pferd: 108. Platz
Barren: 119. Platz
Reck: 108. Platz
Ringe: 118. Platz
Seitpferd: 113. Platz

- Everardo Rios
Einzelmehrkampf: 120. Platz
Mannschaftsmehrkampf: 16. Platz
Boden: 119. Platz
Pferd: 119. Platz
Barren: 120. Platz
Reck: 120. Platz
Ringe: 120. Platz
Seitpferd: 121. Platz

- Nicolas Villareal
Einzelmehrkampf: 122. Platz
Mannschaftsmehrkampf: 16. Platz
Boden: 121. Platz

### Wasserspringen
| Männer - Joaquín Capilla Kunstspringen: 4. Platz Turmspringen: Bronze - Diego Mariscal Kunstspringen: 17. Platz Turmspringen: 13. Platz - Gustavo Somohano Turmspringen: 14. Platz | Frauen - Ibone Belausteguigoitia Kunstspringen: 16. Platz - Rosa Gutiérrez Turmspringen: 14. Platz |